# Colatrice
Una colatrice è un macchinario che velocizza la creazione di biscotti e pasticcini, solitamente prodotti manualmente tramite l'utilizzo di sac à poche. Una colatrice per biscotti quindi svolge un lavoro concettualmente semplice e, partendo da una massa di impasto informe, genera su un supporto adeguato delle colate regolari di forma controllata.

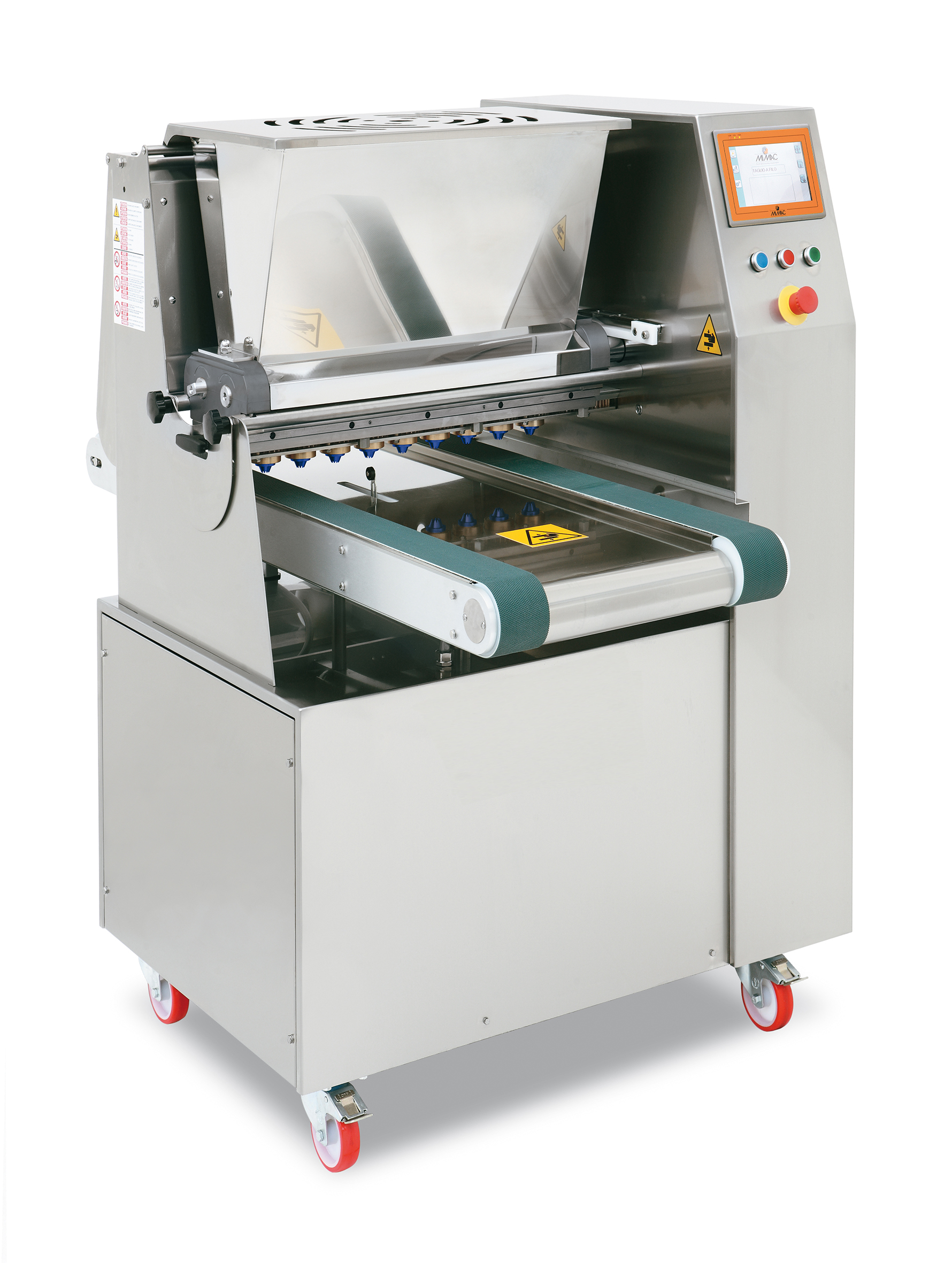
Colatrice

## Funzionamento
Una coppia di rulli compressori porta in pressione l'impasto, introdotto in una tramoggia, che viene estruso attraverso una piastra forata detta "testata" terminante con uno o più beccucci, i quali possono avere varie forme e dimensioni (coniche, coniche seghettate, asimmetriche ecc). La forma del beccuccio influenza pesantemente il risultato finale.
Sotto i beccucci è presente il supporto, una placca da forno, sulla quale si posa l'impasto.
Una volta fatta una colata, la placca viene spostata dal nastro sottostante portando una superficie libera sotto i beccucci. Ulteriori libertà sulle forme ottenibili si raggiungono permettendo il movimento di rotazione dei beccucci rispetto al proprio asse e permettendo lo spostamento controllato del supporto durante la fase di colatura. Si creano così le diverse forme che si vuole dare ai pasticcini.
In alcuni casi è presente un meccanismo di taglio a filo ad intervalli regolari che permette il taglio dell'impasto uscente dai beccucci.

## Tipologie di prodotto ottenibili
Le macchine colatrici prevedono molti programmi di azione che rendono possibile una miriade di usi in pasticceria. È possibile preparare svariati tipi di biscotti e pasticcini utilizzando i diversi programmi:
- Sistema testata fissa:
  - Bignè
  - Meringa
  - Amaretti
  - Biscotteria da the
  - Baci di dama
  - Macaron
  - Plum cake
  - Muffin
- Sistema testata con rotazione:
  - Biscotteria da the
  - Meringa
- Sistema testata con rotazione scentrata:
  - Ciambelline
- Sistema lungo fisso:
  - Savoiardi[3]
  - Meringa
  - Pan di Spagna
  - Lingue di gatto
  - Éclair
- Sistema lungo girato:
  - Biscotti
- Taglio a filo:
  - Frollini
  - Canestrelli